# Hungerns visa
Hungerns visa (Ritournelle de la faim) är en roman av J.M.G. Le Clézio utgiven 2008, samma år som författaren tilldelades Nobelpriset i litteratur. Romanen är en fiktiv skildring av Le Clézios mors liv före och under andra världskriget.

## Handling
Huvudperson är Ethel som är tio år när romanen börjar. Hon hör till en välbärgad familj med rötter i Mauritius som utvandrat till Paris. Ethel känner en stark samhörighet med sin mors farbror Soliman som gör henne till sin universalarvinge, men när han dör slösar Ethels far bort arvet på misslyckade affärer. Familjen blir mer eller mindre ruinerad och tvingas flytta till Nice där de upplever svåra umbäranden under kriget.

## Mottagande
"Med träffsäkerhet skildrar Le Clézio tidsandan och ondskans crescendo under förkrigsåren, men också människans nedstigning i skuggornas rike under kriget. Med samma mästarhand skapar han ett komplext, levande persongalleri. Framför allt tecknar han ett mycket varmt porträtt av Ethel, kanske ett av de vackraste kvinnoporträtten i hans författarskap. En ljusgestalt som etsar sig fast i läsarens minne." – Jeana Jarlsbo i Svenska Dagbladet.